# FIRST LEGO League

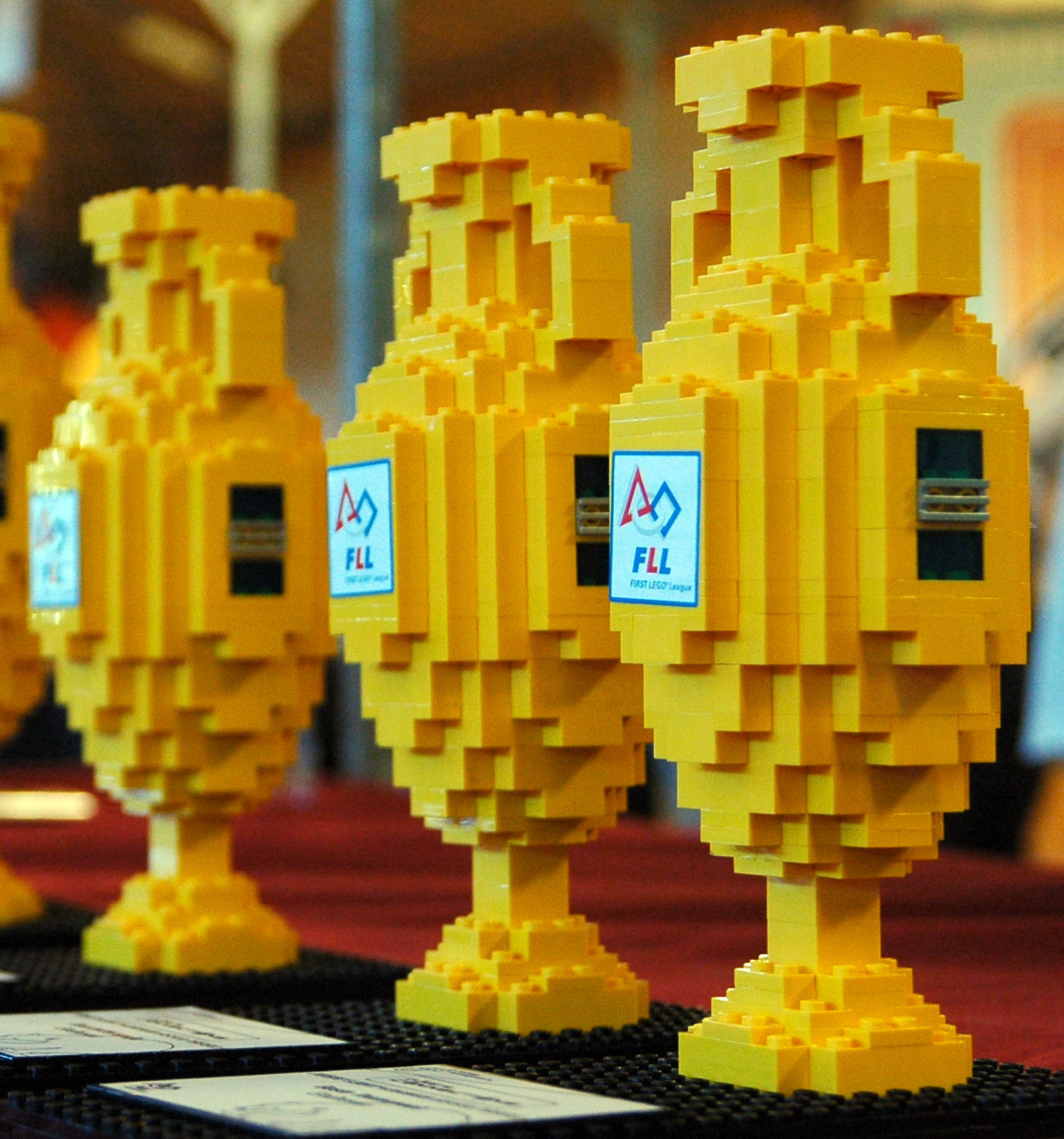
Трофеї для переможців змагань FIRST LEGO League

FIRST LEGO League (FLL) — міжнародна програма-конкурс, організована неприбутковою організацією FIRST для учнів початкової і середньої школи у сфері науки, інженерії, програмування та робототехніки на основі конструкторів LEGO Education (зокрема Lego Mindstorms).
Місія програми полягає у тому, аби показати учням та вчителям, що світ науки та технологій є цікавим та захоплюючим. Міжнародна програма складена таким чином, щоб учні могли весело навчатись, отримуючи задоволення під час занять наукою та технікою.

## Опис програми
У 1998 році некомерційна організація FIRST та LEGO Group об'єднали зусилля і створили міжнародну програму–конкурс FIRST LEGO League (FLL), пізніше FIRST LEGO League Junior (FLL Jr.), а у 2018 році FIRST LEGO League Junior Discovery. У 2020 році разом з оголошенням нової теми сезону, FIRST LEGO League представила оновлену структуру програми з трьома підрозділам:
- Програма FLL Discover знайомить дошкільнят зі світом науки та фізики (вік 4-6 років)
- Програма FLL Explore розрахована на дітей початкової школи (вік 6-10 років)
- Програма FLL Challenge створена для дітей віком від 9 до 16 років та включає робототехніку.

У програмі наголосили, що хоча брендинг змінився, вплив та досвід програми залишаться однаковими.
На початку кожного навчального року (новий сезон), команди у всьому світі отримують Завдання сезону, яке вони мають дослідити, обрати в рамках нього певну проблему, створити власний, унікальний проект, який продемонструє вирішення даної проблеми та презентувати його суддям і відвідувачам на фестивалі. Завдання кожного року присвячено певній актуальній світовій науково-технологічній проблемі. Коло цих проблем дуже широке і охоплює такі теми, як, наприклад — глобальний клімат, захист океанів, допомога літнім людям, сучасні освітні технології та інші. 
Команда складається з 2-10 учасників (для програми FIRST LEGO League Challenge) та з 2-6 учасників (для програми FIRST LEGO League Explore/Discover) і може бути сформована на базі будь-якого навчального закладу (іноді, навіть вдома). Після того, як команда зібрана, діти починають вивчати та виконувати Завдання Сезону.  
Програма FLL також має великий волонтерський рух по всьому світу. В Україні долучилось до волонтерства вже 1116 ентузіастів. Ці люди проходять спеціальне навчання, та на фестивалях і чемпіонатах посідають ролі суддів, рефері, волонтерів-організаторів та ін. Багато хто з волонтерів стає тренерами команд та готує наступні покоління дітей. 

## Теми сезонів програми
Теми сезону змінюються кожного навчального року та присвячені актуальним світовим проблемам. Тема сезону 2015-2016 була присвячена екології і називалась «Сміття — це прихований скарб».
Тема 2016—2017 року — «Друзі тварин».
У 2017—2018 року — «Вода і людина».
Тема 2018—2019 року була присвячена вивченню супутника Землі та вирішенню проблем з якими зіштовхнеться людина при житті там та дослідженні Місяця та мала назву «Місія: Місяць».
Тема сезону 2019—2020 мала назву «Будівельний бум», вона присвячена дослідженню процесу проєктування та створення доступних/екологічних і надійних будівель в епоху урбанізації.
Тема сезону 2020–2021 “Твори. Грай. Рухайся.” – присвячена мотивації до активних дій та руху, перетворенню звичайних місць і речей на ігрові майданчики та елементи веселої гри. Вмотивуйте своїм прикладом вашу спільноту до заняття спортом.

## Програма в Україні
На 2020 рік в Україні вже біля 287 навчальних закладів, які готують дітей та кожен рік представляють свої команди на Відбіркових регіональних чемпіонатах, кращі команди з яких потрапляють на фінал - Всеукраїнський STEM фестиваль ROBOfirst. [Архівовано 12 серпня 2020 у Wayback Machine.]
Усього у програмі в Україні взяло участь 918 команд, 804 тренерів та 4,926 дітей. 
Учасники реєструються в сезоні у серпні кожного року, після чого отримують необхідні матеріали, тренери проходять навчання та розпочинають дослідження теми сезону з дітьми, побудову власного робота з LEGO Education та розробку стартап проєкту, який продемонструє вирішення обраної проблеми, в рамках тематики. На все це діти мають декілька місяців, після чого, починаючи з грудня по квітень, в залежності від регіону, команді дітей демонструють свою розробки на регіональних Відбіркових чемпіонатах FLL.      
У 2019- 2020 навчальних роках в країні проходять Відбіркові чемпіонати у таких містах: Київ, Черкаси, Львів, Кропивницький, Харків, Маріуполь.  
На кожному чемпіонаті учасники оцінюються в чотирьох рівноцінних категоріях, по результату, обираються найкращі команди в кожній з категорій та команда-чемпіон -  краща в усіх категоріях:   
- Дизайн Робота - діти пояснюють будову робота, які елементи та вузли для чого використані, які робот має можливості та переваги. Роз'яснюється стратегія та алгоритм виконання місій роботом.
- Основні Цінності - це те, ЯК учні працюють над Інноваційним проєктом та Грою Роботів.
- Інноваційний проект - завдання, що передбачає дослідження та пошук учнями інноваційних ідей для вирішення реальної проблеми, актуальної в усьому світі. Створення макету/презентації та представлення свого рішення суддям.
- Гра Роботів - тут діти запускають власного сконструйованого та запрограмованого робота LEGO MINDSTORMS або SPIKE PRIME, для виконання місій на спеціальному полі з LEGO-моделями та перешкодами. За правильне виконання завдань - робот отримує бали.

Команди, які яскравіше за всіх проявили себе на турнірах, проходять до фіналу Всеукраїнського фестивалю “ROBOFIRST – більше ніж роботи” [Архівовано 12 серпня 2020 у Wayback Machine.] у Києві.  
Крім того, найуспішніші команди мають змогу взяти участь і представляти Україну у міжнародних змаганнях.
В різні роки українські команди представляли країну у Німеччині, Іспанії, Данії, США, ПАР, Естонії, Угорщині, Туреччині, Лівані.